# Cessna 320 Skyknight

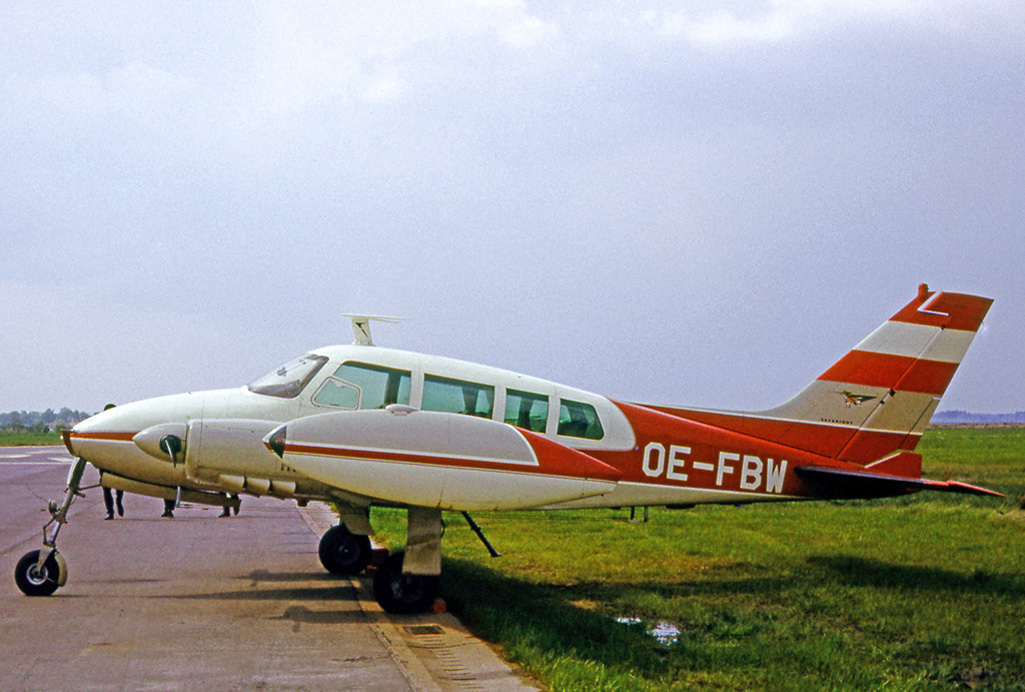
Cessna 320

Cessna 320 Skyknight är ett tvåmotorigt monoplan i helmetallkonstruktion som utvecklades från Cessna 310F. Cessna 320 tillverkades mellan 1961 och 1969. En version av 320 Skyknight med en annorlunda motorkonfiguration utvecklades också och kom att kallas Cessna 320E Executive Skyknight.